# Patricia Gadea
Patricia Gadea (Madrid, 1960 - Palencia, 2006) fue una pintora española, conocida por su pintura de crítica social de técnica mixta y como cofundadora del colectivo Estrujenbank.

## Trayectoria
Patricia Gadea inicia su obra a finales de la década de los setenta, componiendo su obra desde una sincretismo en el que se integran la pintura con el uso de imágenes extraídas del mundo del cómic español, de medios de comunicación impresos y de objetos de consumo diario. Su obra llevaba a cabo interpretaciones ácidas de la realidad cotidiana y política del momento, con un carácter irónico que la distancia del arte pop del momento. Gadea realizaba collages y obras de técnica mixta en que reinterpretaba elementos de historietas infantiles de los años setenta o paisajes de arte popular.En su etapa final, su obra adoptó tonos más oscuros e incorporó temas feministas.
En un primer momento, Gadea estuvo asociada a la Movida madrileña. Posteriormente, se mudó a Nueva York, donde entró en contacto con Juan Ugalde, Mariano Lozano y Dionisio Cañas, con los que fundó en 1989 el colectivo artístico Estrujenbank, que se mantuvo en activo hasta 1993. El colectivo realizó una obra de sátira y crítica social combinando pintura, cómic, elementos publicitarios o performances. En 1992 publicaron el libro Los tigres se perfuman con dinamita, que contiene textos de Gadea.
Tras superar una adicción a las drogas, pasó sus últimos años en la ciudad de Palencia, donde continuó pintando en paralelo a otros trabajos. Falleció en el año 2006.

## Legado
Su obra se conserva en diversas colecciones privadas y públicas, como el Museo Reina Sofía de Madrid y el Museo Artium de Vitoria.En 2014 el Museo Reina Sofía le dedicó una exposición retrospectiva de 120 obras, Patricia Gadea. Atomic-Circus.
En 2018 su pintura Patosa (1993) formó parte de la exposición El poder del arte, organizada con motivo del 40 aniversario de la Constitución española, en las sedes del Congreso de los Diputados y del Senado.

## Publicaciones
- Estrujenbank, ed. (1992). Los tigres se perfuman con dinamita. Barcelona: Editorial Gramma. ISBN 9788486060053.